# 宋裕和
宋裕和（1902年—1970年12月12日），又名友训，湖南延寿乡寿水村人，中华人民共和国政治人物。

## 生平
贫农出身。1926年宋裕和在家乡积极参加农民运动。1927年2月，任汝城第八区(延寿)农协副委员长，后继任委员长兼第八区农民自卫军大队长。1927年5月，加入中国共产党。“马日事变”后，带领第八区农军参加保卫县城。1927年8月15日，国民党第十六军范石生部攻陷县城，突围出来后在江西边境游击。1927年9月下旬，中共湖南省委指示队伍改编为工农革命军第二师第一团。1928年2月，部队在韶关被范石生部消灭，冲出重围后的宋裕和回到家乡暂避，又受到缉捕，被迫上了井冈山，分配到红四军政治部当宣传员。后任红四军前委秘书、连指导员、团政治委员、红三军支队和红军第一次组建的无线电总队政治委员。1929年在古田会议上当选前委委员。1931年当选中华苏维埃政府中央革命军事委员会委员。1932年任总政治部秘书处秘书长。1934年起参加长征，任军委三局局长。到陕北后任军委二局副局长，1936年5月到红军大学一期一科学习。
抗日战争期间先后担任陕甘宁边区政府粮食局长、1937年底任新四军军需处副处长、1939年8月叶辅平从香港押送军用物资途经广西南宁时车祸遇难，继任处长。皖南事变前夕，1940年12月26日率领军部后勤系统各单位和军法处执法连组成的先遣支队，向苏北转移，并安排转运出去印刷机器、医院设备和药品等各种物资1100多担。新四军在盐城重建军部后，不设国军建制中的军需处，改设供给部部长，担任首任部长。供给部内设军实科、粮秣科、会计科、总务科和警通排。干部主要来自新四军兵站系统，其次是抗大五分校的毕业生和少数教职人员，再就是从部队抽调的及出院伤病员。
第二次国共内战期间出任华东军区后勤部司令员。1949年5月后调任华东财政委员会副主任。
中华人民共和国成立后，宋裕和历任中央人民政府食品工业部副部长（主持工作）。1950年底调任军委总后勤部副部长兼营房管理部部长、中央财委总建筑处处长。1952年9月任中央人民政府建筑工程部副部长等。此外，他还是第一届全国人大代表、1965年1月第四届全国政协常委。文化大革命期间1970年1月被“疏散”至江西抚州。1970年12月12日在抚州逝世。